# PTH Poznań
Poznańskie Towarzystwo Hokejowe – polski klub hokeja na lodzie z siedzibą w Poznaniu, obecnie grający w I lidze.

## Historia
Poznańskie Towarzystwo Hokejowe powstało 13 maja 2005 roku. Nadrzędnym celem istnienia PTH jest szeroko pojęta popularyzacja hokeja na lodzie przez czynny udział w rozgrywkach sportowych oraz ich organizacji. Początkowo swoje mecze i treningi drużyna odbywała na Lodowisku Malta i Bogdance.
Pierwszym zarejestrowanym meczem było towarzyskie starcie z Marian Team, rozegrane 21 lutego 2006 roku na Lodowisku Bogdanka, zakończone wynikiem 11:11.
17 października 2007 roku klub został przyjęty w poczet członków PZHL.
Towarzystwo w dużym stopniu przyczyniło się też do powstania zadaszonego lodowiska w Poznaniu, a także reaktywacji 2 Ligi hokeja na lodzie, którą drużyna wygrała w sezonie 2011/12. W finale grupy zachodniej sezonu 2012/2013 drużyna pokonała WTH Wrocław 9:1, tym samym awansowała do finału ligi, w którym 6 kwietnia 2013 uległa zwycięzcom grupy wschodniej, KKH Kaszowski Krynica - Zdrój 6:11.
Towarzystwo od początku swojej działalności prowadzi również szkółkę hokejową dla dzieci i młodzieży Koziołki.
Drużyna przejęła tradycję innych poznańskich zespołów: Bogdanki, Cybiny i Tarpana. Historia poznańskiego hokeja.
W gronie sympatyków zespołu są między innymi: Bartosz Bosacki i Mariusz Czerkawski.
W 2013 zawodnikiem zespołu został reprezentant Islandii, Snorri Sigurbjörnsson.

## Kadra w sezonie 2012/2013

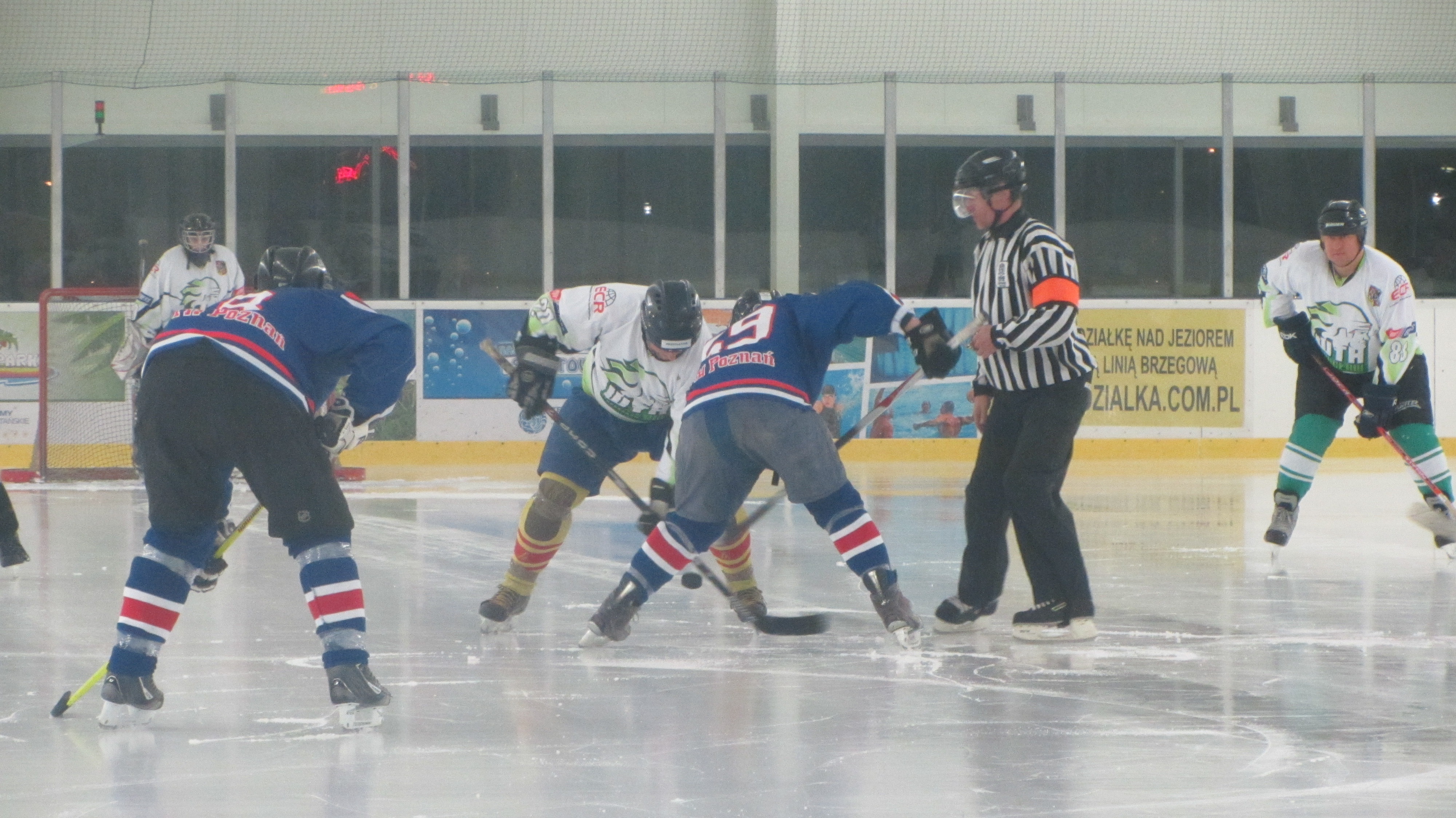
Spotkanie finałowe grupy zachodniej 2 Ligi z WTH Wrocław

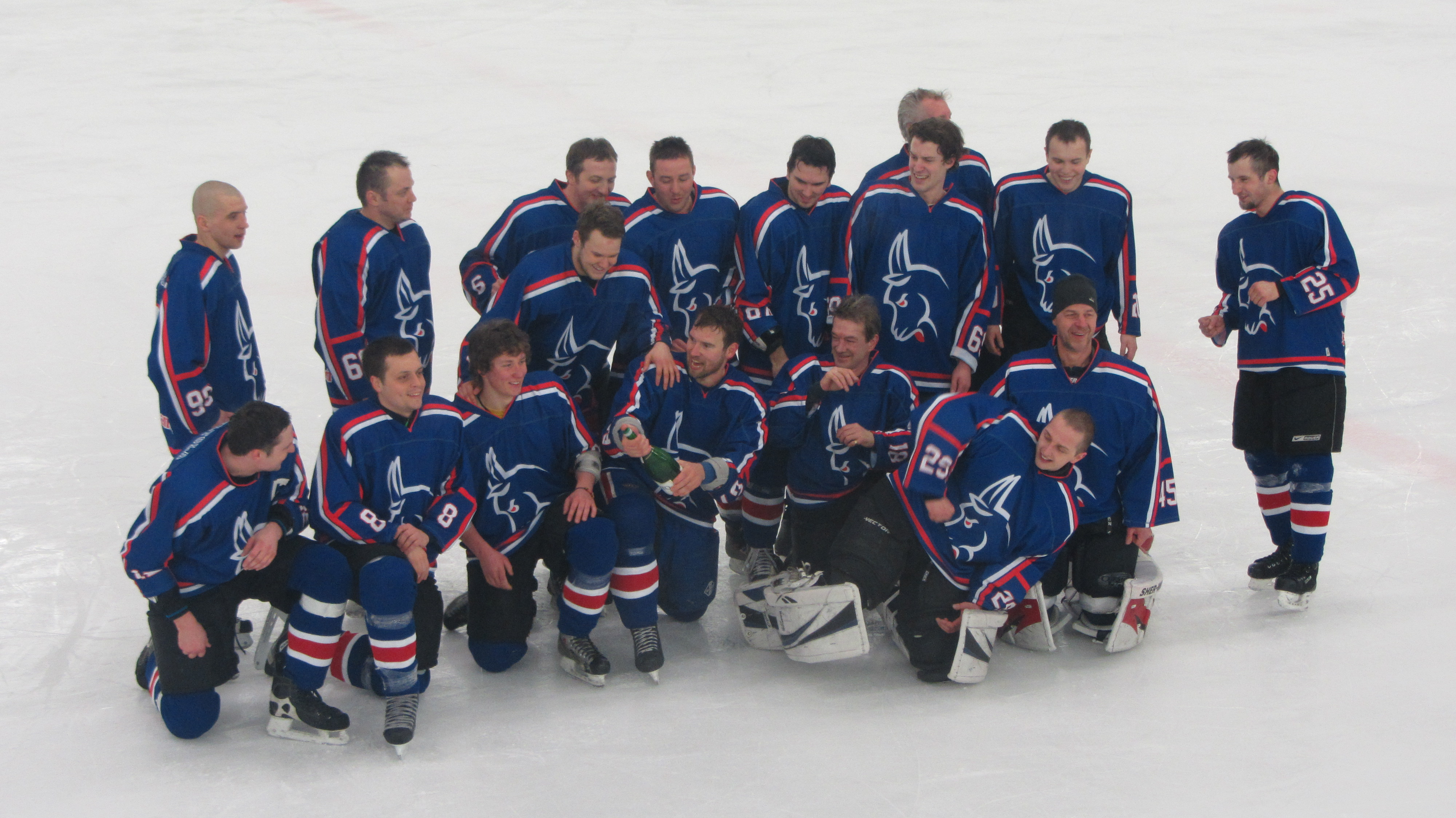
Mistrzowska drużyna PTH Poznań z 2013 roku

| Numer | Hokeista         |
| ----- | ---------------- |
| 29    | Kamil Łomiński   |
| 45    | Roman Sroczyński |

| Numer | Hokeista            |
| ----- | ------------------- |
| 4     | Dariusz Żak         |
| 6     | Grzegorz Błaszak    |
| 7     | Michał Sieradzki    |
| 8     | Artur Meissner      |
| 12    | Henri Peltola       |
| 15    | Marek Zubrzycki     |
| 16    | Maciej Fincel       |
| 17    | Grzegorz Oleszak    |
| 18    | Jacek Cukierski     |
| 19    | Olgierd Misiurewicz |
| 44    | Marek Łomiński      |
| 66    | Maciej Skorupiński  |

| Numer | Hokeista           |
| ----- | ------------------ |
| 3     | Andrzej Rybicki    |
| 5     | Waldemar Prasek    |
| 10    | Markus Kronblad    |
| 14    | Jerzy Owczarzak    |
| 20    | Piotr Tabisz       |
| 21    | Leszek Lipiński    |
| 23    | Wojciech Mańkowski |
| 25    | Paweł Mateja       |
| 33    | Jarosław Koziński  |
| 67    | Lukasz Steciuk     |
| 69    | Jesper Aasa        |
| 77    | Michał Woźnica     |
| 83    | Marek Kaczmarek    |
| 84    | Mark Dziuba        |
| 99    | Mirosław Jabłoński |

## Sukcesy
- Mistrzostwo II Ligi (1): 2012
- Mistrzostwo grupy zachodniej II Ligi (1): 2013
- Mistrzostwo grupy zachodniej II

Ligi: 2014
- Mistrzostwo III Ligi oraz automatyczny awans do I